# Цвайгельт

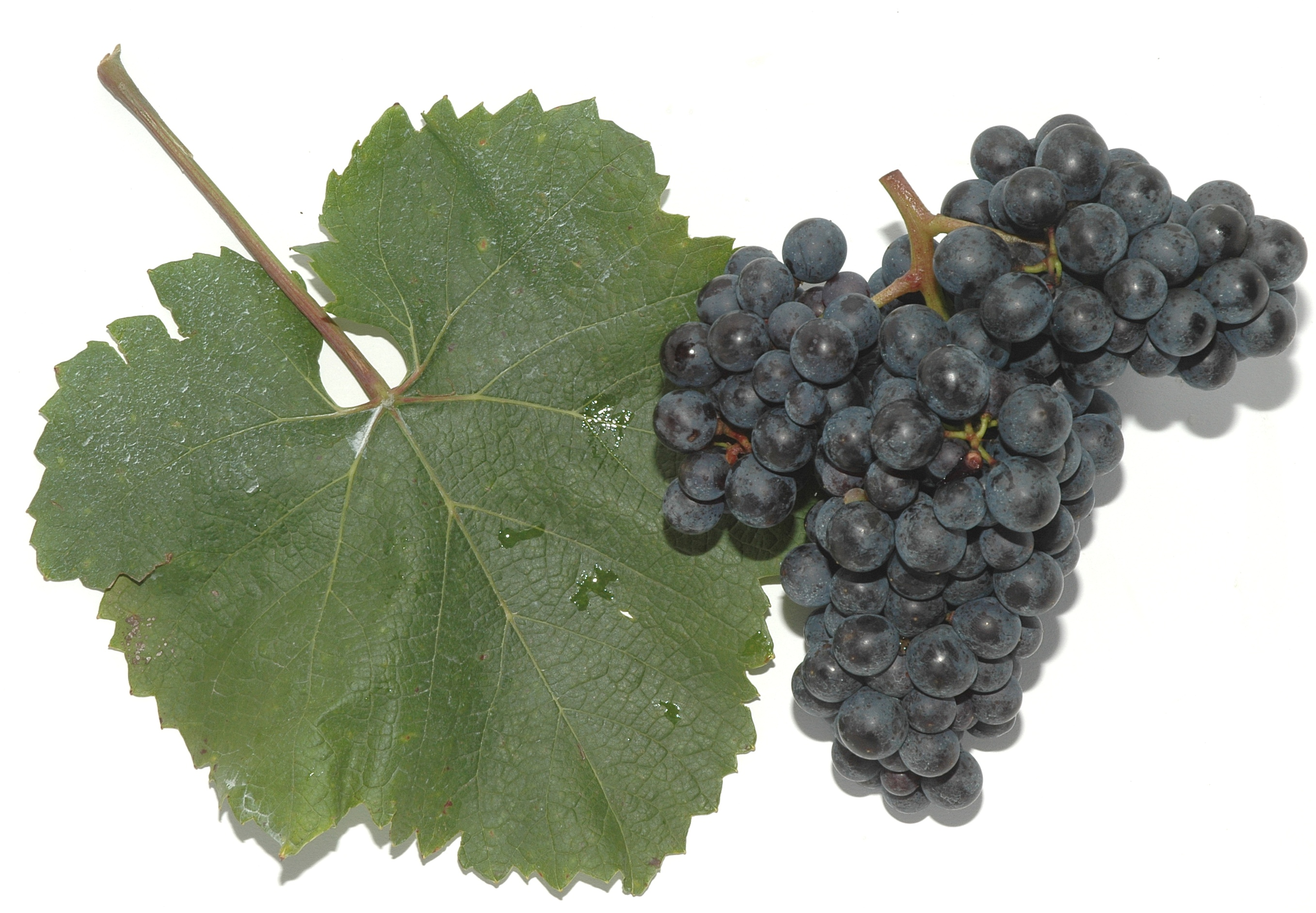
Цвайгельт

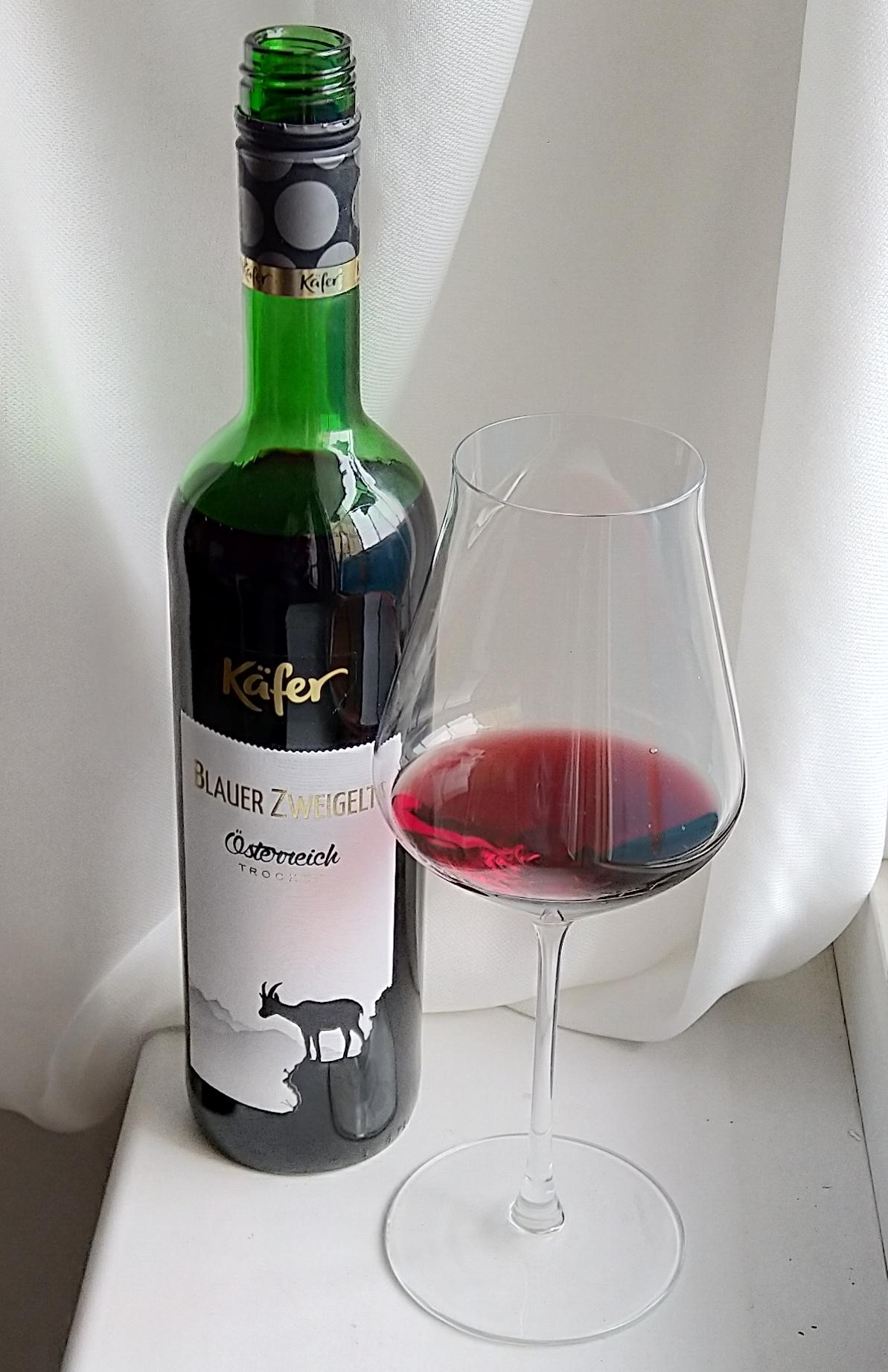
Вино з винограду цвайгельт

Цвайгельт (нім. Zweigelt) — технічний сорт червоного винограду. Належить до групи західноєвропейських сортів винограду. Виведений Фрітцем Цвайгельтом в 1922 році в Освітньому і дослідницькому центрі виноградарства і фруктів в Клостернойбурзі шляхом схрещування сортів Сен Лоран та Блуфранкіш.

## Розповсюдження
Сорт є одним з найпопулярніших червоних сортів у Австрії. Також вирощується у Чехії, Німеччині, Угорщині та Словаччині, Канаді.

## Характеристика сорту
Середньостиглий сорт. Лист округлий або пентагональний, 3- або 5-лопатевий. Гроно середнього розміру, компактне, циліндричне або циліндроконічне, з «крилами». Ягоди великого розміру, округлі, чорно-сині, вкриті шаром кутину. Сорт відносно стійкий до заморозків та посухи.

## Характеристика вина
З цвайгельту виробляють як моносортові так і купажні вина. Зазвичай виробляють сухі вина, крім того крижане вино та десертні вина. Сухі вина відрізняються дуже насиченим кольором, свіжим смаком з тонами вишні та малини, м'якою текстурою, оксамитовими танінами та нетривалим післясмаком.